# Тервунйоки
Тервунйоки (Тервунъеки) — река в России, протекает в Лахденпохском районе Республики Карелия. Вытекает из озера Ихоярви, впадает в бухту Терву Ладожского озера. Длина реки составляет 2,6 км. В устье реки находится посёлок Терву.

## Данные водного реестра
По данным государственного водного реестра России относится к Балтийскому бассейновому округу, водохозяйственный участок реки — Водные объекты бассейна оз. Ладожское без рр. Волхов, Свирь и Сясь, речной подбассейн реки — Нева и реки бассейна Ладожского озера (без подбассейна Свирь и Волхов, российская часть бассейнов). Относится к речному бассейну реки Нева (включая бассейны рек Онежского и Ладожского озера).
Код объекта в государственном водном реестре — 01040300212102000010696.